# Kedaung (Sawangan)
Kedaung is een bestuurslaag in het regentschap Depok van de provincie West-Java, Indonesië. Kedaung telt 15.602 inwoners (volkstelling 2010).